# Óscar Esplá

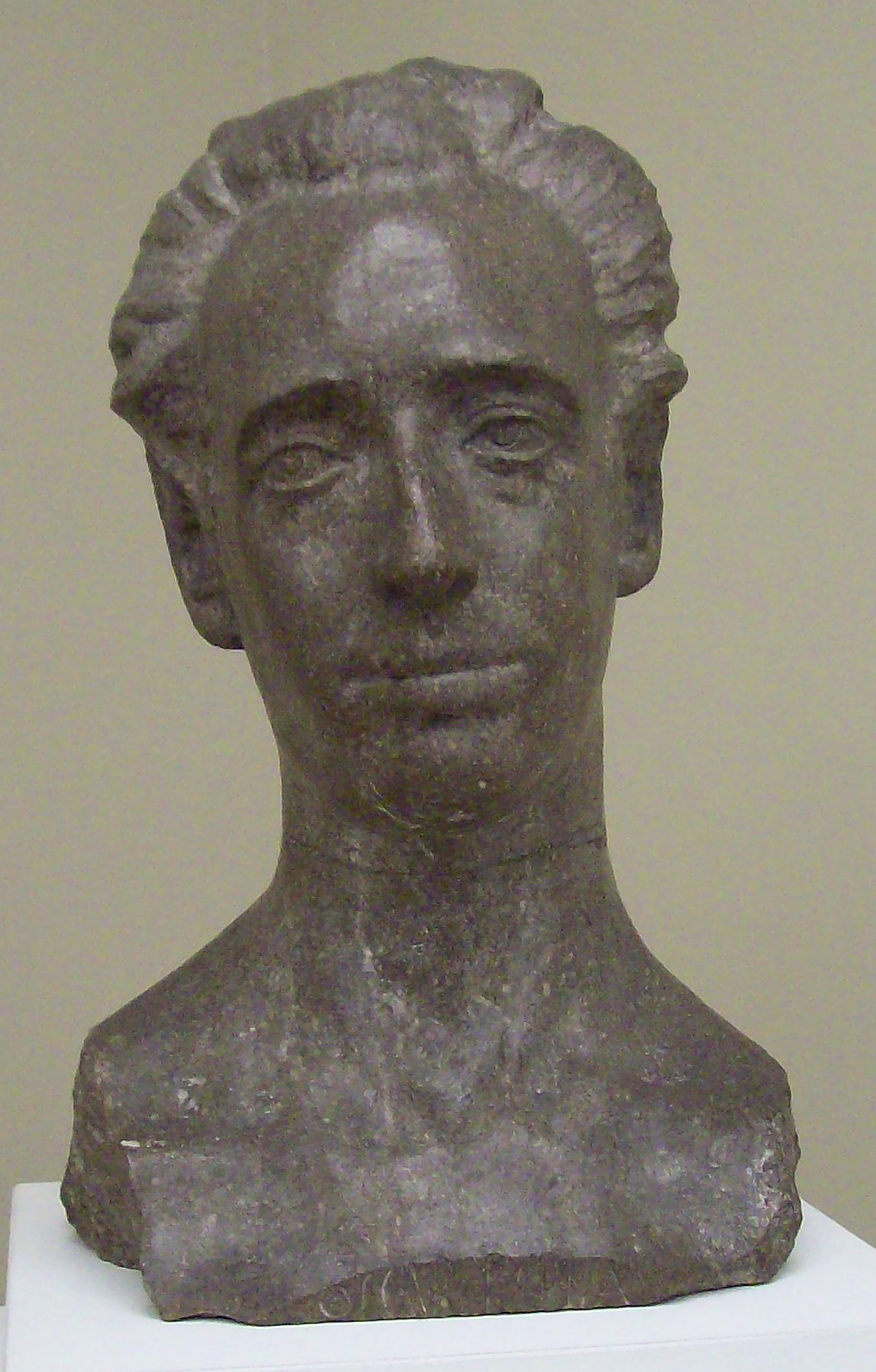
Arcmása 1923-ból, Vicente Bañuls alkotása

Óscar Esplá (teljes nevén Óscar Esplá y Triay; (Alicante, 1886. augusztus  - Madrid, 1976. január 6.) spanyol zeneszerző, Manuel de Falla mellett az új spanyol zene legjelentősebb művelője. .

## Életpályája
Esplá Párizsban végezte tanulmányait Saint-Saens-nál, majd Münchenben Max Reger volt a mestere. A madridi konzervatórium igazgatója lett 1936-ban. A spanyol polgárháború alatt Brüsszelbe emigrált, ahonnan csak 1951-ben tért haza.

## Művei
- El sueño de Eros (1910), szimfónikus költemény
- Suite levantina (1911, átdolgozva Poema de niños címen, 1915), szimfónikus költemény
- La pajara pinta (1923, átdolgozva zenekarra 1955)
- Don Quijote velando las armas (1924), szimfónikus költemény
- La nochebuena del diablo (1926), színpadi kantáta
- El contrabandista (1928), balett
- 2 folklorisztikus szvit kamarazenekarra (1931 és 1933)
- La balteira (1932), opera
- Ciclopes de Ifach (1937), balett
- Kórusszimfónia (1947 - 1950)
- Sonate espagnole (1949)
- 2. vonósnégyes (1956)
- Altana (1962), szimfónia
- De profundis (124. zsoltár, 1967)

## Emlékezete
Szülővárosában, Alicantéban utcát neveztek el róla.